# Schlosskapelle (Weimar)

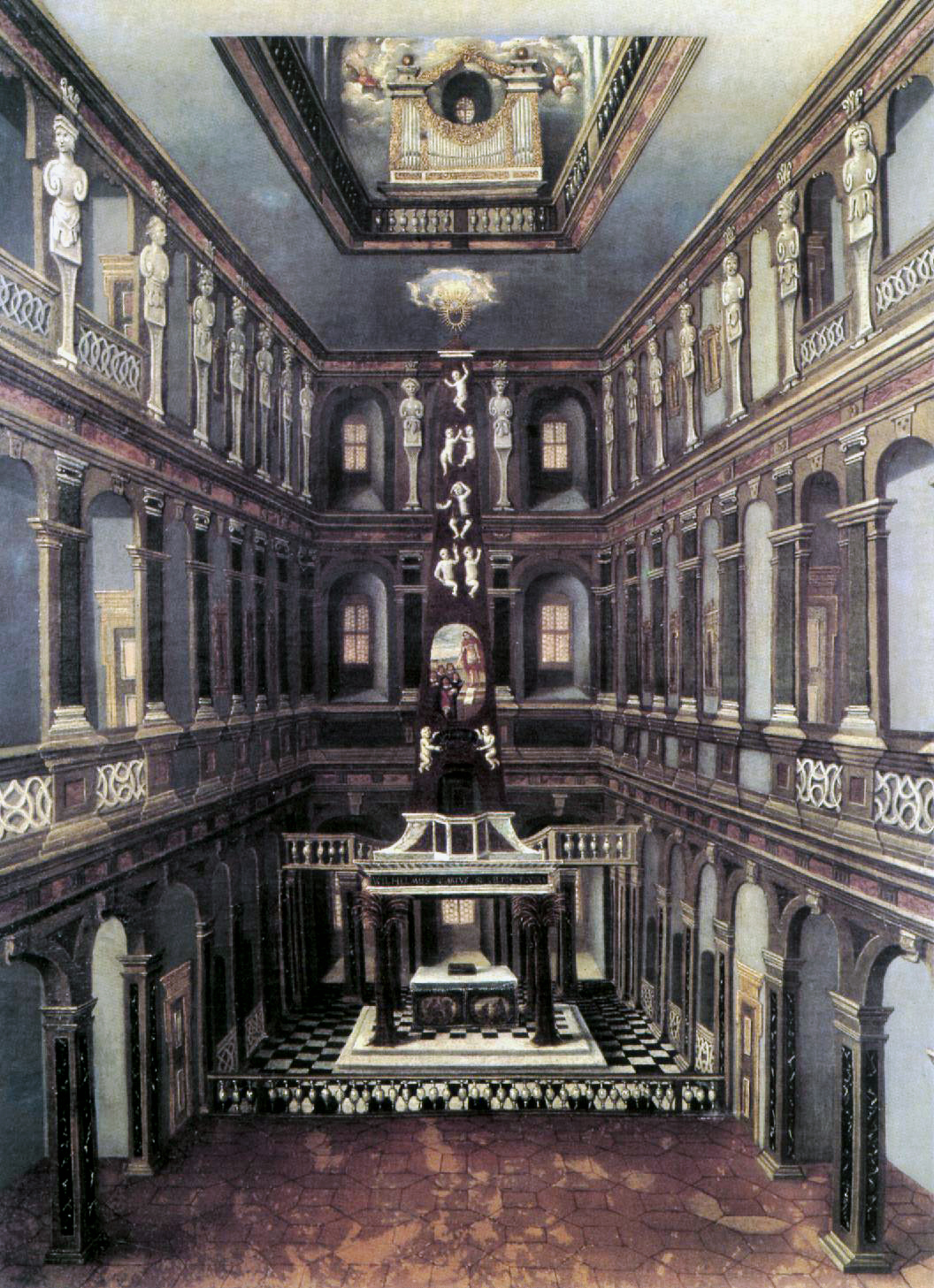
Himmelsburg 1660, Gemälde von Christian Richter

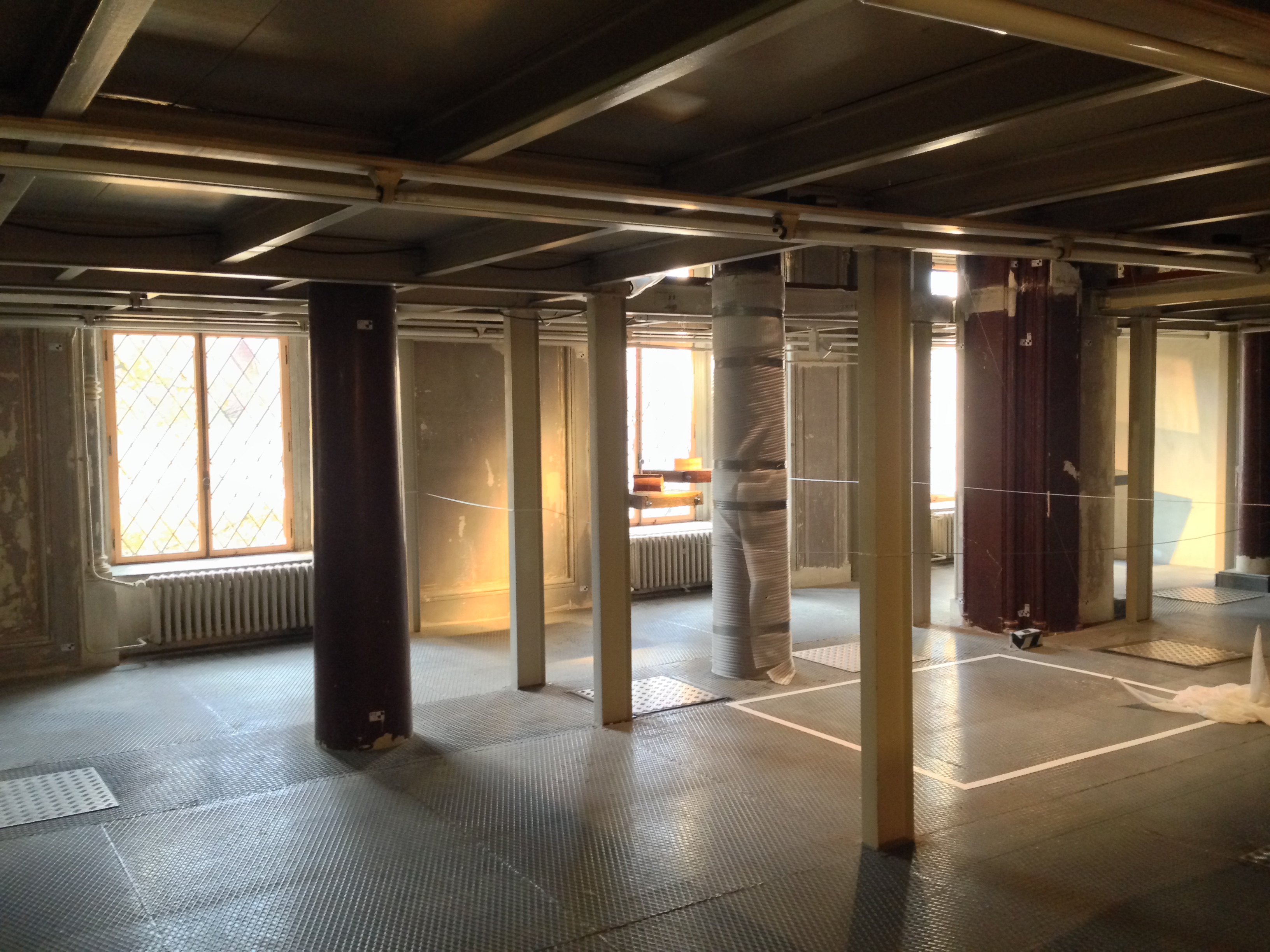
Schlosskapelle Weimar

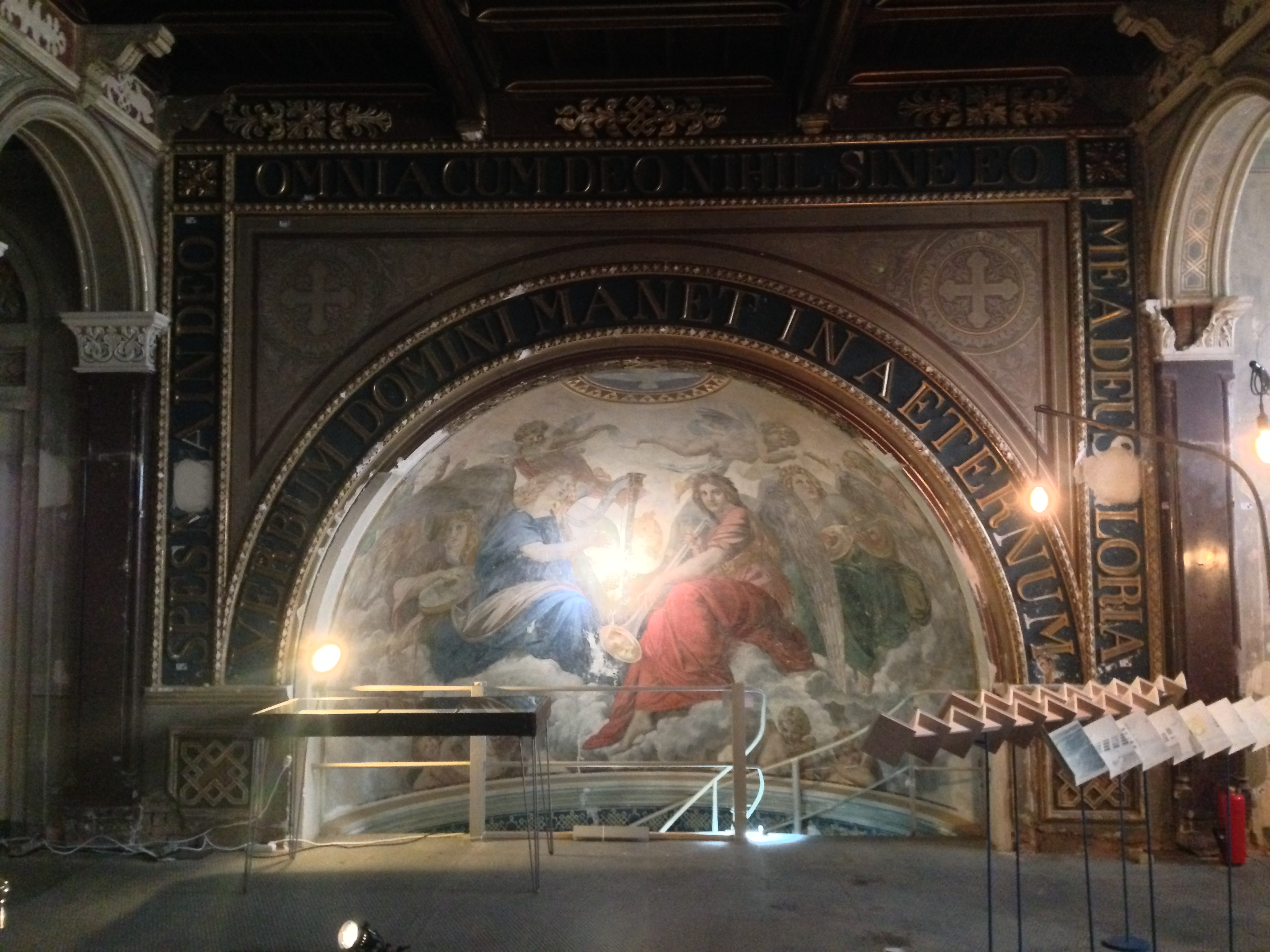
Schlosskapelle Weimar mit Einbauten aus den 1960er Jahren

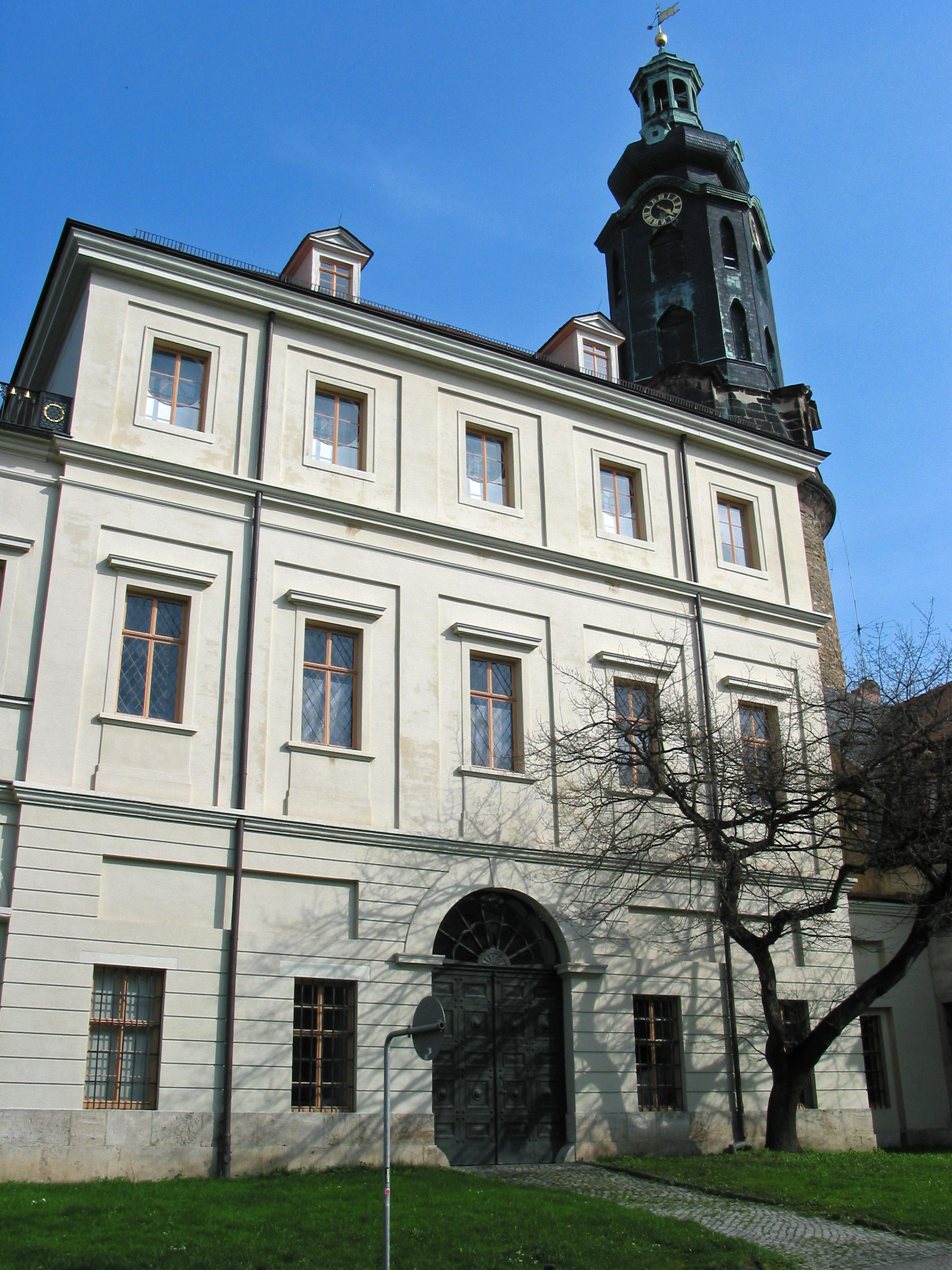
Eckpavillon am Westflügel des Stadtschlosses mit der Schlosskapelle; im Hintergrund der Turm

Die Schlosskapelle ist Bestandteil des Weimarer Stadtschlosses.

## Geschichte
Die 1439 neu errichtete Burg Hornstein, die alte brannte 1424 nieder, besaß auch eine 1470 errichtete Martinskapelle, die allerdings auch nicht erhalten ist. Vorgängerbauten aus fränkischer Zeit gab es vermutlich seit dem 8. Jahrhundert. 1250 wurde sie erstmals urkundlich erwähnt und war im 11. und 12. Jahrhundert Pfarrkirche für die umliegenden Dörfer. Wilhelm der Tapfere ließ sie 1468 zur Stiftskirche erheben, in deren Folge ein Aufschwung im Bereich der Kirchenmusik erfolgte, ohne dass dieser von langer Dauer gewesen wäre. Die Ursache war, dass die Chorherren von Bibra und Sulza eine Übersiedlung nach Weimar ablehnten. Sie wurde dann nach dem Brand 1618 und dem Wiederaufbau als Schloss Wilhelmsburg zur Schlosskirche St. Martin und 1630 eingeweiht. Den Bau erweiterte in eigenwilliger Weise Johann Moritz Richter. Sie wurde auf Grund ihrer Ausstattung Himmelsburg genannt, wie es bei einem Gemälde von Christian Richter zu sehen ist. In dieser Kirche führte Johann Sebastian Bach seine Kirchenmusik hier auf und führte die Weimarer Kirchenmusik zu neuer Blüte bis zu seinem Weggang nach Köthen 1717. Eines seiner Stücke, die hier uraufgeführt wurden, war die Kantate Nun komm, der Heiden Heiland, BWV 61. Schließlich brannte sie beim Schlossbrand von 1774 gänzlich nieder.
Die Schlosskapelle des Westflügels des Weimarer Stadtschlosses errichtete 1844 bis 1847 der Weimarer Baurat Heinrich Heß zunächst in einer schlichten neoromanischen bzw. byzantinischen Formensprache. Sie erhielt 1868 eine neue Ausstattung, unter anderem mit der dekorativen Wandfassung. Das Apsisbild schuf Hermann Wislicenus. Die Kapelle liegt im Eckpavillon am Westflügel.
Die Kapelle wird nach langer Restaurierung nach Ostern 2023 wieder zugänglich gemacht. Es dauerte über 60 Jahre bis zu ihrer Wiederherstellung. Entworfen wurde sie von Clemens Wenzeslaus Coudray bereits 1828. Coudray mahnte 1834 in einem Memorandum den Bau der Schlosskapelle an. Die Einleitung der Baumaßnahmen nach seinem Entwurf erlebte Coudray nicht mehr. Auftraggeber dürfte Maria Pawlowna gewesen sein, auf die auch die Dichterzimmer im Weimarer Stadtschloss zurückgehen. Schloss samt Kapelle ist Teil des UNESCO-Weltkulturerbes „Klassisches Weimar“ und seit Ende 2008 im Eigentum der Klassik Stiftung Weimar.
Lange Zeit nicht der Öffentlichkeit zugänglich, wurde diese Kapelle als Büchermagazin für die Herzogin-Anna-Amalia-Bibliothek genutzt. Dabei wurde in die darin befindliche Fürstenloge ein Fahrstuhl eingebaut, der im Zuge der Restaurierung wieder entfernt wurde. Ab 2004 herrschte hier Leerstand.